# Kassio Rinaldo de Lima Gomes
Kassio Rinaldo de Lima Gomes, mais conhecido como Kassio (Recife, 2 de maio de 1987), é um futebolista brasileiro que atua como meio-campo. Atualmente defende o América (PE).

## Carreira
Revelado pelas categorias de base do Sport, Kássio profissionalizou-se em 2007, jogando como meio campista. Após o término do Campeonato Pernambucano de 2009, do qual foi campeão, Kássio foi emprestado ao Figueirense até o final de 2009 para a disputa da Série B 2009.
Kássio tinha contrato com o Sport até 2012, mas foi dispensado do Leão, da Ilha do Retiro, ainda no Campeonato Brasileiro da Série B.
No início de 2017, foi contratado pela União Barbarense.
Em 2018, após 10 anos da conquista da Copa do Brasil, a diretoria do Sport ofereceu um jantar aos atletas que participaram daquela conquista. Para Kássio, a Copa do Brasil de 2008, simbolizou o seu maior passo dado no futebol. O jogador olha com orgulho para o passado, ciente de que aquela fase foi marcante.
| “ | Foi a maior conquista da minha carreira. Como atleta, representa a importância de ter seu nome gravado na história do clube, disse Kássio, que entrou como titular na finalíssima contra o Corinthians e foi substituído por Enilton ainda no primeiro tempo. | ” |

## Títulos
Sport
- Copa Pernambuco: 2007
- Copa do Brasil: 2008[6]
- Campeonato Pernambucano: 2007, 2008, 2010